# Pierre Folle des Ormeaux
Pour les articles homonymes, voir Pierre Folle.
La Pierre Folle des Ormeaux est un dolmen situé sur le territoire de la commune de Bournand, dans le département de la Vienne.

## Protection
L'édifice, monumental, a fait l'objet de plusieurs relevés topométriques dès le XIXe siècle. Il est classé au titre des monuments historiques par la liste de 1889.

## Caractéristiques
L'édifice est  constitué de dalles en  grès de très grandes dimensions. Il est orienté est-sud-est/ouest-nord-ouest. Il mesure 19 m de longueur sur 6,70 m de large. La chambre est délimitée par onze orthostates. Elle mesure 19 m de long sur 4,12 à 5 m de large et 2,50 m de hauteur. Elle est recouverte d'une unique table de couverture désormais brisée en trois morceaux dont Le Touzé de Longuemar estime le poids à 92 tonnes. L'espace intérieur est divisé en trois compartiments de 5,10 m, 6,70 m et 3,20 m de long.  Il fut initialement classé comme étant une allée couverte, mais en réalité c'est un dolmen angevin classique, la chambre étant précédée d'un portique constitué de deux piliers recouverts par une unique dalle de 4,60 m sur 1,70 m.
L'un des piliers a été utilisé comme polissoir et comporte plusieurs cuvettes allongées.

## Folklore
Selon la tradition, la Pierre Folle tourne sur elle-même au chant du coq.